# Франческо II Гатилузио
Франческо II Гатилузио (на италиански: Francesco II Gattilusio), роден Якопо или Джакомо Гатилузио (Jacopo / Giacomo Gattilusio; * ок. 1365 или ок. 1370 в Митилини, о-в Лесбос, † 26 октомври 1404, пак там), е господар на Лесбос от 1384 г. до смъртта си.

## Произход
Той е третият син на Франческо I Гатилузио (* ок. 1326, † 1384), владетел на Лесбос, и на съпругата му Мария Палеологина († ок. 1401), сестра на императора на Византия Йоан V Палеолог и дъщеря на Андроник III Палеолог и Анна Савойска. Има двама братя:
- Андронико (* ок. 1356 † 1384)
- Доменико (* ок. 1358 † 1384)

## Биография

### Ранни години на управление
На 6 август 1384 г. земетресение удря Лесбос. Сред мъртвите са баща му Франческо I и двамата му най-големи синове Андроник и Доминик. Якопо оцелява: по време на земетресението той спи до братята си в кула на замъка им, но на следващия ден е открит в лозе в основата на замъка. Той наследява баща си в господството на Лесбос под името Франческо II. Той все още е непълнолетен и е поставен под регентството на своя чичо по бащина линия Николо Гатилузио, господар на Енос.
Регентството продължава около три години, когато спор между двамата слага края му и Николо се връща в собствения си дом. По препоръка на техния общ приятел Димитър Кидон Франческо II позволява на братовчед си княз Мануил Палеолог (бъдещ Мануил II Палеолог) да намери убежище на Лесбос за поне два месеца през лятото на 1387 г., след като Мануил е избягал от Солун. Франческо II обаче не позволява на Мануил да се засели в стените на Митилини, вероятно поради размера на неговия двор или защото не иска да дразни султан Мурад I.

### Участие в антитурска лига и помощ за пленените от Баязид I
През ноември 1388 г. Франческо се присъединява към лигата, сключена между рицарите на Родос, генуезците на Маона Хиос и Фокея, Жак I Кипърски и генуезците на Галата срещу султан Мурад I. През лятото на 1396 г., когато Пера (днес истанбулският квартал Бейоглу) е обсаден от войниците на Баязид I, неговата галера е разположена в Златния рог и оказва съдействие на Пера. Генуезката общност на Пера моли Франческо за помощ, а по-късно той помага на венецианците да направят нападение за освобождаване на Константинопол.
Намесата на Франческо II се оказва много важна за християните няколко месеца по-късно, когато богатството му и добрите му контакти, които има в турския лагер, вероятно чрез византийските си роднини, му позволяват да се намеси в полза на много от затворниците, попаднали в ръцете на турците след катастрофалното поражение на християнската армия, водена от Сигизмунд Люксембургски, в Никопол през 1396 г. По този повод Франческо II, освен че действа като посредник между султана и френските и бургундските посланици, изпратени да преговарят за откупа, лично се намесва, за да помогне на много затворници, като братовчед си Ангеран VII дьо Куси, осигурявайки на маршал Жан льо Менгр, владетел на Бусико, натоварен от турците да вземе откупа, големи суми пари за освобождаването им. След като дава в аванс 30 хил. дуката в брой на Бусико, Франческо II се задължава да плати 110 хил. от 200-те хил. дуката, поискани от султана, и също така заема още 2500 лично на Жан Безстрашни, граф на Невер и бъдещ херцог на Бургундия, който току-що е освободен и заедно с множество други френски рицари е гост в продължение на няколко седмици в неговия двор на Лесбос, където е приет с пълни почести, преди да продължи към Родос по пътя обратно. По този повод френските представители също успяват да подпишат с Йоан Палеолог, деспот на Селиврия и зет на Франческо II, прехвърлянето към френския крал Шарл VI на правата, за които той може да претендира върху императорския трон в замяна на замък във Франция и годишна пенсия от 25 хил. дуката.

### Спиране на важни лица на о-в Лесбос и смърт
Близките отношения, установени по време на преговорите за откупа на затворниците, вероятно са в основата на решението на Бусико, отново изпратен на изток от крал Шарл VI през 1399 г., да спре на Лесбос по време на пътуването си до Константинопол, за да поиска съдействие от Франческо II. Последният обаче, след като е разбрал какви са рисковете от една открито антитурска политика, променя отношението си към султана. Съгласява се да придружи маршала, но предупреждава, че е предупредил турците за пристигането му въз основа на договорите, които е подписал междувременно. Въпреки това дейността му в Константинопол заедно с Бусико помага за помиряването на император Мануил II Палеолог с деспота на Селиврия Йоан, който, с името Йоан VII, е номиниран за регент на империята, докато Мануил, по предложение на Букико, тръгва на Запад да търси помощ срещу турците. 
През същата година Франческо II получава от Маона Хиос приходите от Стара Фокея, на брега на Мала Азия, и от нейните богати мини за стипца. Това му позволява да увеличи доходите си, но и го принуждава да се намеси в защитата на района от набезите на татарите, зачестили след поражението, претърпяно през 1402 г. от армията на султан Баязид I от Тимур в битката при Ангора. След тази битка, наред с други неща, деспотът на Сърбия Стефан Лазаревич пристига на Лесбос заедно с други ветерани, които по този повод взема Елена, най-малката дъщеря на Франческо II, за своя жена.
Всъщност местоположението на Лесбос означава, че домът на Франческо II е често посещаван от видни хора от Западна Европа по време на пътуването им. Уилям Милър пише „това бе последната им спирка в латинските земи по пътя им към Константинопол или Азия“. Руй Гонзалес де Клавихо, посланик на Енрике III Кастилски, изпратен в двора на Тимур през 1403 г., остава при Франческо II в някакъв момент от пътуването си и записва, че се е срещнал с младия император Йоан VII Палеолог в дома му. Де Клавихо отбелязва, че Йоан „пребиваваше много на този остров“.

### Последни години
Завръщането на Изток на Мануил II през 1403 г. предизвика нова криза. Императорът обвинява Йоан VII, че заговорничи да продължи да управлява Константинопол като васал на султана. Мануил отказва да предаде, както е обещано, Солун на съимператора през 1399 г., заточвайки го на остров Лемнос. Йоан VII, след като бяга на Лесбос, иска помощта на Франческо II, за да окупира Солун. Франческо организира екип от пет галери, за да помогне на своя роднина, но понеже вече е поискал намесата на френско-генуезкия флот, който пристига под командването на маршал Жан льо Менгр, владетел на Бусико, за експедиция срещу кипърския крал Янус, получава заповед от маршала да изпрати корабите си в Кипър вместо в Солун. В крайна сметка Мануил II постига споразумение с Йоан VII същата година, разрешавайки мирно една изключително неудобна ситуация за Франческо II, който по този начин може да се посвети на управлението на своите търговски интереси, простиращи се от Пера до Крит и до Генуа.
Именно в този момент той умира. Смъртта му е донякъде подобна на тази на баща му. Той е ужилен от скорпион и тежестта на големия брой хора, които му се притичат на помощ, довежда до срутването на дървения под на залата. Той загива в срутването заедно с част от свитата си.

## Брак и потомство
Името на съпругата на Франческо II не е известно. Единствената улика за самоличността ѝ е твърдението на Константин Философ, биограф на Стефан Лазаревич, който пише около 1431 г., че съпругата на Стефан, Елена Гатилузио (дъщеря на Франческо II), е „по майчина линия племенница на император Мануил, по когото господарите и родословието на семейството му се наричаше Палеолог." Коя племенница на император Мануил е това или дали съществуването ѝ е записано по друг начин, остава неизвестно. Според сайта MedLands тя е Валентина Дория, дъщеря на Дорино Дория. От нея той има трима сина и три дъщери:
- Якопо Гатилузио († ок. 1428), господар на Лесбос (1403/04 – 1428); ∞ за Бона Грималди, от която има една дъщеря.
- Дорино I Гатилузио († 30 юни 1455), наследява брат си Якопо като господар на Лесбос (1428 – 1455); ∞ за Ориета Дория, от която има шест деца.
- Паламеде Гатилузио († пр. 27 октомври 1455), господар на Енос (1409 – 1455); ∞ за неизвестна жена, от която има седем деца.
- Ирене Гатилузио († 1 юни 1444), става монахиня под името Евгения, чрез брак византийска императрица; ∞ пр. 1397 за Йоан VII Палеолог (* 1370 в Константинопол, † 24 септември 1408 в Солун), син на император Андроник IV Палеолог и Кераца Българска, от когото има един син: Андроник V Палеолог.
- Елена Гатилузио, ∞ 1405 за Стефан Лазаревич (* ок. 1374 в Крушевац † 19 юли 1427 в Църквине), княз на Моравска Сърбия (1389 – 1402) и деспот на Сръбското деспотство (1402 – 1427), от когото няма деца;
- Катерина Гатилузио, ∞ 1408 за Пиеро Грималди дьо Бьойл († 1463), син на Жан Грималди, барон на Бьойл.

Според Джордж Т. Денис Франческо II има и един извънбрачен син на име Джорджо, който е получател на поне едно писмо от император Мануил II Палеолог и който служи като Франческо при херцога на Бургундия през септември / октомври 1397 г.